# Szymon Marcin Kossakowski
Szymon Juda Marcin Korwin-Kossakowski herbu Ślepowron (ur. w 1741 w Szyłach koło Kowna, zm. w Wilnie 25 kwietnia 1794) – hetman wielki litewski w 1793 roku, hetman polny litewski w 1792 roku, generał rosyjski w 1790 roku, konsyliarz z Senatu konfederacji generalnej Wielkiego Księstwa Litewskiego w konfederacji targowickiej, członek konfederacji grodzieńskiej w 1793 roku, konfederat barski w 1768 roku, podczaszy kowieński w 1763 roku.

## Życiorys
Odbył studia w kolegium jezuitów w Kownie i na Uniwersytecie Królewieckim. Był bliskim współpracownikiem księcia kurlandzkiego Karola Krystiana Wettyna, dzieląc wraz z nim trudne chwile w Mitawie w 1763 roku, gdy ten był wyrzucany z księstwa przez wojsko rosyjskie. W 1764 roku był elektorem Stanisława Augusta Poniatowskiego z powiatu kowieńskiego, lecz zraził się do niego, gdy nie dostał upragnionego starostwa. Poseł na Sejm Czaplica 1766 roku z powiatu kowieńskiego. Na Sejmie repninowskim ostro atakował króla. Udał się potem w delegacji sejmowej do Rosji, by prosić Katarzynę II, by zechciała być gwarantką ustroju Rzeczypospolitej. Dość szybko zrozumiał swój błąd, przystał do konfederacji barskiej i zaczął organizować powstanie na Litwie. Został marszałkiem generalnym konfederacji litewskiej. W listopadzie 1768 roku przyparty przez rosyjską kontrofensywę, wycofał się do Prus. Pojechał następnie do Drezna, gdzie był jednym z przywódców stronnictwa saskiego, zmierzającego do detronizacji Stanisława Augusta. Wyjechał do Turcji w celu agitacji antyrosyjskiej, podając się za posła saskiego. Tam sfałszował pismo sułtana do Generalności barskiej, w którym sułtan rzekomo wzywał do ogłoszenia bezkrólewia w Polsce. 9 kwietnia 1770 roku konfederaci barscy ogłosili w Warnie detronizację Stanisława Augusta.
Generalność nakazała schwytanie Kossakowskiego Kazimierzowi Pułaskiemu. Kossakowski jednak przedarł się na Litwę, gdzie odniósł wiele zwycięstw nad Rosjanami. Sformował jeden z najbardziej ruchliwych oddziałów barskich w sile 4 000 ludzi. Dokonał nawet brawurowego wypadu do Rosji, na Smoleńszczyznę, alarmując garnizony rosyjskie w Pskowie. Przeprowadził najdłuższy rajd konfederacji barskiej, przeprawiając się przez Kurlandię, Prusy i Mazowsze do Wielkopolski. Nazwany został wówczas litewskim Pułaskim.
W 1775 roku pogodził się z królem i stał się jednym z przywódców partii rosyjskiej w Rzeczypospolitej. W latach 1786–1788 zasiadał w Radzie Nieustającej. W 1790 roku wstąpił w randze generała-majora do armii rosyjskiej walczącej z Turkami na Bałkanach. Od października 1791 roku spiskował z Sewerynem Rzewuskim i Szczęsnym Potockim w Jassach, gdzie przygotowywano późniejszą konfederację targowicką.
W liście do Katarzyny II pisał:

Nie widzę i nikt dostrzec nie może ogólnego szczęścia kraju naszego, tylko w poważaniu tego sąsiedzkiego mocarstwa ogromnego, mającego własny interes widzieć nas mądrych i szczęśliwych, jako w osobie, którą wieki następne między cuda natury i wielkość kłaść będą – N. Imperatorowej całej Rosji. Nie masz pani wyżej umiejącej cenić prawa ludzkości i prawa rozsądnej wolności i sprawiedliwości: doświadczają i korzystają narody berłu jej poddane, kładąc i wielbiąc ją w mądre przymiotów bóstwa.
Udzielał cennych uwag o stanie armii polskiej generałom rosyjskim, którzy mieli zaatakować Rzeczpospolitą. Postulował m.in. porwanie Tadeusza Kościuszki i księcia Józefa Poniatowskiego. W 1792 roku został dowódcą korpusu rosyjskiego, który uderzył na Polskę od strony Połocka. 25 czerwca 1792 roku w zdobytym przez Rosjan Wilnie ogłosił się hetmanem polnym litewskim. W styczniu 1793 roku ostro zareagował na wkroczenie wojsk pruskich do Wielkopolski. Zagroził wówczas zwołaniem pospolitego ruszenia, co przeraziło nawet Rosjan. Proponował nawet przyłączenie Litwy do Rosji jako udzielnego księstwa. W tym roku został hetmanem wielkim litewskim. Na sejmie grodzieńskim (1793) został mianowany przez króla Stanisława Augusta Poniatowskiego członkiem deputacji do traktowania z posłem rosyjskim Jakobem Sieversem. 22 lipca 1793 roku podpisał traktat cesji przez Rzeczpospolitą ziem zagarniętych przez Rosję w II rozbiorze Polski. W 1794 roku opracował plan redukcji wojska litewskiego.
W czasie insurekcji kościuszkowskiej 24 kwietnia 1794 roku został w Wilnie aresztowany i osadzony w Arsenale. Sąd kryminalny 25 kwietnia skazał go na śmierć przez powieszenie. Został powieszony w żółtym szlafroku na szubienicy przed Ratuszem. W momencie zaciskania pętli na szyi skazańca odezwały się dzwony kościoła św. Kazimierza a tłum wiwatował Niech żyje Rzeczpospolita!. W czasie konfederacji targowickiej powstał paszkwil dotyczący osoby Szymona Kossakowskiego, autor jest nieznany, pełny tytuł brzmi: Nagrobek Szymonowi Kossakowskiemu:

Nagrobek Szymonowi Kossakowskiemu

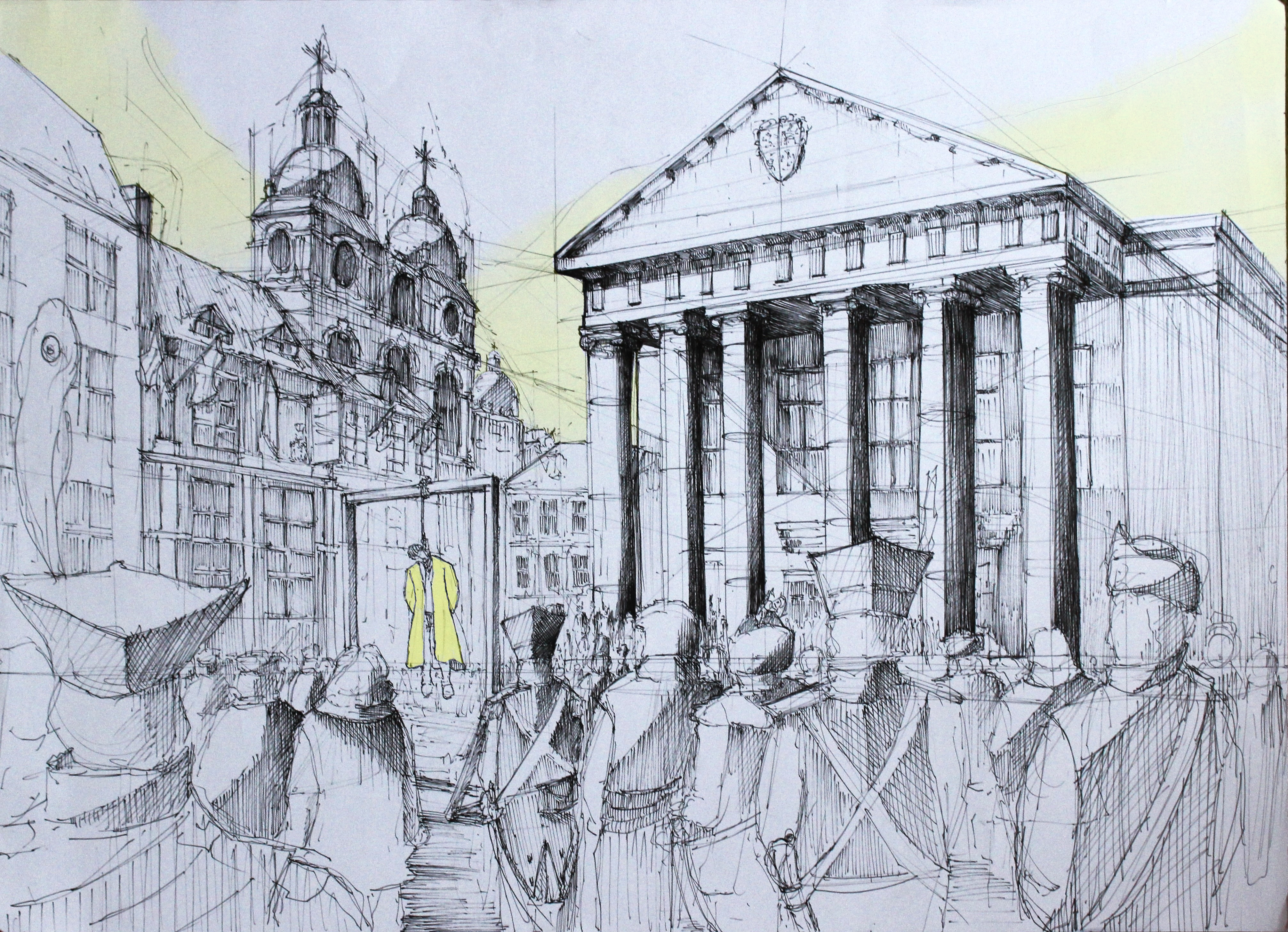
Kossakowski powieszony na szubienicy dnia 25 kwietnia 1794 przed Wileńskim ratuszem wobec tłumu ludzi

Przechodniu! Wstrzymay twe modły, BOG ie za Prawych odbiera;

Jam Oyczyzny zdrayca podły- Jak kto żyie, tak umiera.

Straciłem życie i sławę, Niż pierwsze ostatnie wprzodu;

Sam sobie dałem Buławę, Stryczek był z Woli Narodu.

Śmierć mą nie głosiły Dzwony, Wyrok słuszny dni mych przerwą,

Jam tu został powieszony, I tu moje ginie ścierwo.

Inny wierszyk głosił:

Skalałeś gniazdo orle, śmierdzący Korwinie!

To jest twoje siedlisko, wleź no po drabinie!

Piłeś krew, jadłeś ciało — czynności twe głupie

Tak ci Litwa nagradza, byś wisiał na słupie.

Dumny ty Kossakowski, wileński hetmanie,

Masz nagrodę dla zasług, zdrajco i hamanie.

Postać Szymona Kossakowskiego została wykorzystana przez Juliusza Słowackiego. Poeta przedstawił ostatnie dni życia hetmana w dramacie Horsztyński.
Odznaczony Orderem Orła Białego, kawaler Orderu Świętego Stanisława.